# 의약품 설계
의약품 설계(drug design), 약물 설계, 합리적 약물 설계는 생물학적 표적에 대한 지식을 바탕으로 새로운 약물을 찾는 창의적인 과정이다. 이 약물은 가장 일반적으로 단백질과 같은 생체분자의 기능을 활성화하거나 억제하는 유기 소분자로, 결과적으로 환자에게 치료상의 이점을 제공한다. 가장 기본적인 의미에서 약물 설계에는 상호작용하는 생체분자 표적에 대해 모양과 전하가 상보적이어서 결합하게 되는 분자 설계가 포함된다. 약물 설계는 종종 컴퓨터 모델링 기술에 의존하지만 반드시 그런 것은 아니다. 이러한 유형의 모델링을 컴퓨터 지원 약물 설계라고도 한다. 마지막으로, 생체분자 표적의 3차원 구조에 대한 지식에 의존하는 약물 설계를 구조 기반 약물 설계라고 한다. 저분자 외에도 펩타이드, 특히 치료용 항체를 포함한 바이오의약품은 점점 더 중요한 약물 종류가 되었으며 이러한 단백질 기반 치료제의 친화성, 선택성 및 안정성을 향상시키기 위한 컴퓨터 방법도 개발되었다.

## 같이 보기
- 생물정보학
- 화학정보학
- 의약품 개발
- 약물 발견
- 의약화학